# 杭州湾湿地
杭州湾湿地是浙江省宁波市境内的一处湿地。湿地位于慈溪市境内，杭州湾南岸，杭州湾跨海大桥西侧，归属于杭州湾新区管辖。湿地面积43.5平方公里，为中国大陆八大咸水湿地之一。由于湿地位于东亚-澳大利亚候鸟迁徙线上，因而鸟类众多，其中包括部分国家一级保护动物和国际自然保护联盟（IUCN）红色名录中的濒危和极危物种，而这也使得杭州湾湿地成为一处观鸟胜地。2010年6月19日，由全球环境基金（GEF）和世界银行合作投资1.336亿人民币建成杭州湾湿地公园。2011年12月15日，杭州湾湿地成为国家级湿地公园。